# Paleoombla - Ombla
Paleoombla - Ombla este o arie protejată (sit de importanță comunitară — SCI) din Croația întinsă pe o suprafață de 3.744,41 ha, integral pe uscat.

## Localizare
Centrul sitului Paleoombla - Ombla este situat la coordonatele 42°42′13″N 18°04′26″E / 42.703512°N 18.073813°E.

## Înființare
Situl Paleoombla - Ombla a fost declarat sit de importanță comunitară în iulie 2013 pentru a proteja 8 specii de animale.

## Biodiversitate
Situată în ecoregiunea mediteraneană, aria protejată conține 2 habitate naturale: Peșteri inaccesibile publicului, Pajiști uscate din regiunea submediteraneeană estică (Scorzoneratalia villosae).
La baza desemnării sitului se află mai multe specii protejate:
- mamifere (7): liliac cu aripi lungi (Miniopterus schreibersii), liliac cu urechi de șoarece (Myotis blythii), liliac cărămiziu (Myotis emarginatus), liliacul cu potcoavă a lui blasius (Rhinolophus blasii), liliacul mediteranean cu potcoavă (Rhinolophus euryale), liliacul mare cu potcoavă (Rhinolophus ferrumequinum), liliacul mic cu potcoavă (Rhinolophus hipposideros)
- pești (1): Phoxinellus spp.